# Nicolas-Jacques Conté
Nicolas-Jacques Conté ([nikola žak kõte] 4. srpna 1755 Saint-Céneri-près-Sées — 6. prosince 1805 Paříž) byl francouzský vynálezce, který jako první obdržel patent na tužku.
Od dětství projevoval nadání ke kresbě a zájem o mechaniku, studoval fyziku a chemii u Jacquese Charlese. Sestrojil vodní čerpadlo, zabýval se chemickým složením barviv, při výbuchu, kterým skončil jeden z jeho experimentů, přišel o levé oko. Byl nadšeným průkopníkem balonového létání, za francouzské revoluční války navrhl vojenské využití balonů jako pozorovatelen, které umožňují z výšky sledovat pohyby nepřítele, načež byl postaven do čela první vzduchoplavecké jednotky.
Lazare Carnot ho pověřil úkolem najít nový materiál na psaní. V té době se psalo olůvkem nebo kousky přírodního grafitu, jehož jediné známé ložisko v anglickém Borrowdale bylo pro Francouze vzhledem k válečnému stavu mezi oběma zeměmi nedostupné. Conté zkusil smísit grafitový prášek s vlhkým jílem a výslednou hmotu opatřil tenkým dlouhým pouzdrem z cedrového dřeva. Nápad se osvědčil a přetrval bez výraznějších změn až do 21. století. V lednu 1795 byl jeho objev patentován a poté založil firmu na výrobu tužek Société Conté, která existuje dodnes (od roku 1979 jako pobočka koncernu BiC). Barevná vosková tužka, kterou používají výtvarníci, dostala podle něj název conté. Jeho prvenství však bývá zpochybňováno: v té době už vyráběl ve Vídni tužky Josef Hardtmuth a zprávy o jejich používání pocházejí také z USA.
Zúčastnil se Napoleonova egyptského tažení, kde osvědčil svůj všestranný technický talent, když dokázal v polních podmínkách opravovat zbraně a další nástroje potřebné pro armádu, vyráběl také podle vlastního receptu střelný prach. Jako první tehdy zaznamenal obsah Rosettské desky, když pořídil její litografický otisk.